# Fábio de Jesus
Fábio de Jesus (Nova Iguaçu, 16 ottobre 1976) è un ex calciatore brasiliano, di ruolo centrocampista.